# John Ireland (ator)
John Benjamin Ireland (Vancouver, 30 de janeiro de 1914 - Santa Bárbara, 21 de março de 1992) foi um ator e cineasta canadense, radicado nos Estados Unidos. Era meio-irmão do comediante Tommy Noonan.
Nascido no Canadá, desde pequeno cresceu na cidade de Nova York. Na década de 1930, interessou-se pelo teatro, atuando em várias montagens de William Shakespeare. No final desta década, estreou na Broadway. Em meados da década de 1940, assinou contrato com a 20th Century Fox e estreou no cinema no filme de guerra "A Walk in the Sun". 
Sua atuação no papel de Jack Burden em All the King's Men, de 1949, rendeu-lhe uma indicação ao Óscar de melhor ator secundário. No filme "The Fast and the Furious", de 1955, estreou como diretor de cinema. Além de teatro e cinema, também trabalhou na televisão, dirigindo e atuando em seriados.
No final da década de 1980, abriu um restaurante na cidade de Santa Bárbara. Quando tinha 78 anos de idade, em 1992, morreu em decorrência de uma leucemia.